# Georg Friedrich Marienburg
Georg Friedrich Marienburg (n. 4 iunie 1820, Sebeș – d. 21 noiembrie 1881, Nadeș) a fost un lingvist și istoric sas din Transilvania.

## Viața
G. F. Marienburg a fost fiul administratorului cărții funciare și senatorului din Sebeș Friedrich Marienburg. După absolvirea școlii primare în orașul natal și a Gimnaziului din Sibiu a studiat între 1839 și 1841 cu precădere teologie și germanistică la Universitatea din Berlin. Între 1841-1843 a studiat dreptul la colegiul maghiar reformat din Cluj. În 1844 a devenit profesor la Gimnaziul din Sighișoara, iar din 1848 a fost preot la Nadeș, unde a rămas până la sfârșitul vieții.
Mormântul său, pe care îl împarte cu doi fii și cu a doua soție, se găsește în cimitirul evanghelic din Nadeș.

## Activitatea
Pe lângă activitatea sa de preot, Marienburg a fost membru al consistoriului districtual, al Conferinței Naționale Bisericești (Landeskirchenversammlung), al Tribunalului conjugal districtual (Bezirksehegericht) și a Asociației pentru Istoria locală transilvană (Verein für siebenbürgische Landeskunde), din anul înființării acesteia în 1842.
În plus, Marienburg a fost timp de 3 ani secretar (Syndikus), 7 ani decan adjunct (Surrogatus) și 8 ani decan al filialei Băgaciu a districului bisericesc.

## Opere
- Das Verhältnis der siebenbürgisch-sächsischen Sprache zu den niedersächsischen und niederrheinischen Dialekten (1845) („Relația între limba săsească transilvană și dialektele Saxoniei Inferioare și Renaniei Inferioare”)
- Die frühere und jetzige Ausbreitung und Dichtigkeit des deutschen Volksstammes in Siebenbürgen (1850) („Răspândirea și densitatea anterioară și actuală a germanilor în Transilvania”)
- Die siebenbürgisch-sächsischen Familiennamnen (1856) („Numele de familie săsești din Transilvania”)
- Ausflüge vom Nadescher Burgweg. Ein Beitrag zur Urgeschichte der deutschen Ansiedlungen in Siebenbürgen (1859) („Excursii pe pe drumul cetății din Nadeș. O contribuție la epoca preistorică a colonizării germane în Transilvania”)
- Die Eigentümlichkeiten der siebenbürgisch-sächsischen Mundart (1860) („Particularitățile dialectului săsesc din Transilvania”)
- Zur Berichtigung einiger alturkundschaftlichen Ortsbestimmungen (1862) ("Corecția unor denumiri străvechi documentate de localități")
- Die siebenbürgisch-sächsischen Namen der Haustiere und was damit zusammenhängt (apărut 1882) („Numele săsești transilvănene ale animalelor domestice și ce se leagă de asta”)
- Gedenkbuch des Bogeschdorfer Kapitels (apărut 1884) („Album memorial al Capitlului de la Băgaciu”)